# Diplomacie (film)
Diplomacie (v originále Diplomatie) je dramatický film z roku 2014, který režíroval Volker Schlöndorff podle stejnojmenné hry Cyrila Gélyho, která byla poprvé uvedena v Théâtre de la Madeleine v roce 2011 se stejnými hlavními herci. Snímek historické události kolem osvobození Paříže zhušťuje do posledních 24 hodin. Film byl poprvé uveden 12. února 2014 na Berlinale. Schlöndorff věnoval film americkému diplomatovi Richardu Holbrookovi (1941-2010). Snímek měl světovou premiéru na Mezinárodním filmovém festivalu v Berlíně dne 12. února 2014.

## Děj
Film z velké části zachycuje fiktivní slovní souboj mezi německým generálem Dietrichem von Choltitz a švédským generálním konzulem ve Francii Raoulem Nordlingem. Noční rozhovor se odehrává na německém velitelství, které sídlilo v luxusním hotelu Meurice, a trvá až do rána.
Generál dostal před třemi týdny od Hitlera tzv. rozkaz sutinového pole, tj. aby město nepadlo do nepřátelských rukou „nebo jen jako hromada trosek“. Kolem čtvrté hodiny ráno generál dostává potvrzení, že přípravy jsou u konce. Všechny mosty přes Seinu v Paříži, kromě centrálního mostu Pont Neuf, a nejdůležitější budovy, které charakterizují panorama města jsou zaminovány. Trosky z demolic, které mají být spuštěny souběžně, mají přehradit řeku a zaplavit velké oblasti bez ohledu na civilisty.
Když je von Choltitz sám, přichází švédský konzul Nordling a snaží se diplomatickou cestou zabránit zničení města. Velitel města je zaskočen, ale chová se k návštěvníkovi s respektem a vede dialog. Zpočátku byl odhodlán splnit rozkaz a mezitím nechal všechny odpůrce na základě stanného práva zastřelit. Nordling se ale ve svém plánu nenechá odradit, přičemž nahlodá generálovo přesvědčení vydat rozkaz ke zničení města.
Mezitím se v hotelu objeví důstojníci SS jménem Heinricha Himmlera, aby na poslední chvíli ukradli umělecké poklady z Louvru, jako je tapisérie z Bayeux, ale nikoli Mona Lisa, jak zjistil von Choltitz. Členové SS samolibě poukazují na Hitlerovo nařízení, podle kterého jsou členové generálovy rodiny rukojmí. Nordling slíbí generálovi záchranu rodiny přesunem z Baden-Badenu do neutrálního Švýcarska.
Nad ránem Nordling zachrání život generálovi, kterého postihne astmatický záchvat. Když je konečně připraveno rádiové spojení s demoliční četou, v bezprostřední blízkosti hotelu už zuří boje. Nordling je na střeše, když generálův poslední rozkaz nakonec operaci zruší. Zpátky v kanceláři mu konzul blahopřeje k jeho rozhodnutí. Než odejde z hotelu, dostane potřebné povolení a snubní prsten jako identifikační znak pro von Choltitzovu manželku.
Von Choltitz se vzdává se svými posledními vojáky a je zajat americkými vojáky. Zaměstnanec hotelu, zřejmě zástupce Résistance blahopřeje Nordlingovi. Oba dojdou k radnici, kde Nordlinga očekává Charles de Gaulle.

## Obsazení
| André Dussollier     | Raoul Nordling         |
| Niels Arestrup       | Dietrich von Choltitz  |
| Burghart Klaußner    | major Werner Ebernach  |
| Robert Stadlober     | Ernst von Bressensdorf |
| Charlie Nelson       | správce                |
| Jean-Marc Roulot     | Jacques Lanvin         |
| Stefan Wilkening     | nadrotmistr Mayer      |
| Thomas Arnold        | nadporučík Hegger      |
| Lucas Prisor         | důstojník SS           |
| Attila Borlan        | důstojník SS           |
| Claudine Acs         | pokojská               |
| Dominique Engelhardt | voják Hans             |
| Johannes Klaußner    | mladý voják            |
| Charles Morillon     | stráž v předpokoji     |
| Jochen Hagele        | voják v doprovodu      |
| Jean-Cyril Durieux   | voják v doprovodu      |
| Tristan Robin        | Dankwart Von Arnim     |